# Коттон, Франк Альберт
Франк Альберт Коттон (англ. Frank Albert Cotton; 9 апреля 1930, Филадельфия — 20 февраля 2007, Колледж-Стейшен, штат Техас) — американский учёный, специалист в области химии неорганических и металлоорганических соединений, ферментативной химии.
Доктор философии.
Член НАН США (1967) и Американского философского общества (1992), иностранный член Лондонского королевского общества (1994), РАН (1994), Французской (1995) и Китайской (2002) АН.

## Карьера
Получил степень бакалавра в Темпльском университете, доктора философии в Гарвардском университете. Преподавал в Массачусетском технологическом институте, затем перешёл в Техасский университет A&M; иностранный член Датской королевской академии наук (1975). Был сторонником применения монокристаллического рентгеноструктурного анализа в изучении молекулярной структуры металлов и кристаллических структур протеинов. Отправлял результаты работ в Protein Data Bank. Издал два учебника, в том числе со своим научным руководителем лауреатом Нобелевской премии Джефри Уилкинсоном, и автобиографическую книгу My Life in the Golden Age of Chemistry: More Fun Than Fun.

## Награды и признание
- Стипендия Гуггенхайма (1956, 1989)[14]
- Премия ACS по неорганической химии[нем.] (1962)
- Лекции 3M (1966)
- Премия столетия (1973)
- Премия Лайнуса Полинга (1976)
- Премия Уилларда Гиббса (1980)
- Национальная научная медаль США (1982)
- Международная премия короля Фейсала (1990)[15]
- Премия НАН США по химическим наукам[англ.] (1990)[16]
- Премия Уэлча по химии[англ.] (1994)[17]
- Премия Парацельса[нем.] (1994)[18]
- Медаль Джона Скотта (1997)[19]
- Медаль Пристли (1998)
- Премия Вольфа по химии (2000)
- Медаль Лавуазье[нем.] (2000)[20]
- Премия ACS по металлоорганической химии[нем.] (2001)

В его честь учреждены две награды:
- Медаль Ф. А. Коттона[нем.] за выдающиеся достижения в химических исследованиях (англ. F. A. Cotton Medal for excellence in chemical research; награда Техасского университета A&M, вручается с 1995 года. Франк Коттон был первым награждённым этой медалью.)
- Премия Ф. Альберта Коттона по синтетической неорганической химии (англ. F. Albert Cotton Award for Synthetic Inorganic Chemistry; награда Американского химического общества, вручается с 2004 года.)[21]